# Yarrowitch River
Der Yarrowitch River ist ein Fluss im Nordosten des australischen Bundesstaates New South Wales. 

## Geographie
Der Fluss entspringt im nördlichen Tafelland von New South Wales an den Osthängen der Great Dividing Range, etwa elf Kilometer westlich der Kleinstadt Yarrowitch am Oxley Highway, östlich des Mummel-Gulf-Nationalparks. Er fließt nach Norden unter dem Highway hindurch durch unbesiedeltes Gebiet und stürzt die Yarrowitch Falls hinunter in den Oxley-Wild-Rivers-Nationalpark. Der Yarrowitch River mündet rund 30 Kilometer nordöstlich von Tia in den Apsley River.
Der gesamte Flusslauf liegt in der Local Government Ares Walcha und im Vernon County.

### Nebenflüsse mit Mündungshöhen
Nebenflüsse des Yarrowitch River sind:
- Warnes River – 437 m

## Landwirtschaft
Das Land oberhalb der Yarrowitch Falls ist eine gute Viehweide, insbesondere für Kälber.